# Мойка окон

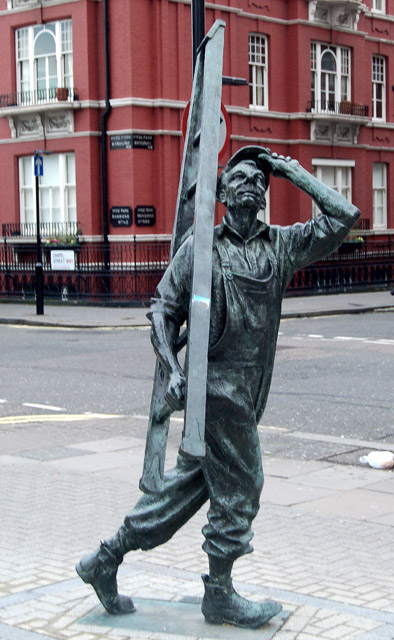
Скульптура «Мойщик окон» в Лондоне

Мо́йка о́кон — процесс удаления загрязнений с внешней стороны окон зданий и сооружений, реже — автомобилей, кораблей и других механизмов и конструкций, имеющих окна. Человек, занимающийся этим, должен иметь минимальные необходимые навыки данного действия, уметь пользоваться чистящими средствами, стремянками, специальным подъёмным и подвесным оборудованием, не бояться высоты. Мойка окон очень важна как для внешнего вида здания, так и для комфорта находящихся внутри людей. Стиль и способы работы мойщиков окон, их лицензирование, оплата за работу, оборудование и приспособления сильно варьируются от страны к стране и от региона к региону.

## Процесс
Базовый процесс мойки окна выглядит следующим образом. В ёмкость с водой добавляются специальные чистящие средства (от простого мыла до ортофосфата натрия), затем мойщик окунает в получившийся раствор щётку, покрытую замшей или другой подходящей тканью, трёт стекло, а завершает процесс с помощью скребка типа «скребок с резиновой пластинкой», которым удаляет остатки грязи и воды.

## История
Мойка окон как специализированное ремесло начала обретать свои черты по мере того, как здания, в которых они находились, становились всё выше. Для примера можно взять Нью-Йорк и Чикаго, в которых в конце XIX века стали появляться первые небоскрёбы. Поначалу мойщики мыли окна одной рукой, стоя на внешнем подоконнике и держась за раму. Позднее они стали пристёгиваться страховочными тросами, а потом стали пользоваться подвесными люльками. К 1931 году в Нью-Йорке насчитывалось 2—3 тысячи мойщиков окон. В 1952 году компания Otis Elevator Company изобрела для мойщиков окон первую электрическую люльку специально для мытья здания Левер Хаус. С 1973 года начались попытки полностью автоматизировать процесс мойки окон.

## Опасности профессии

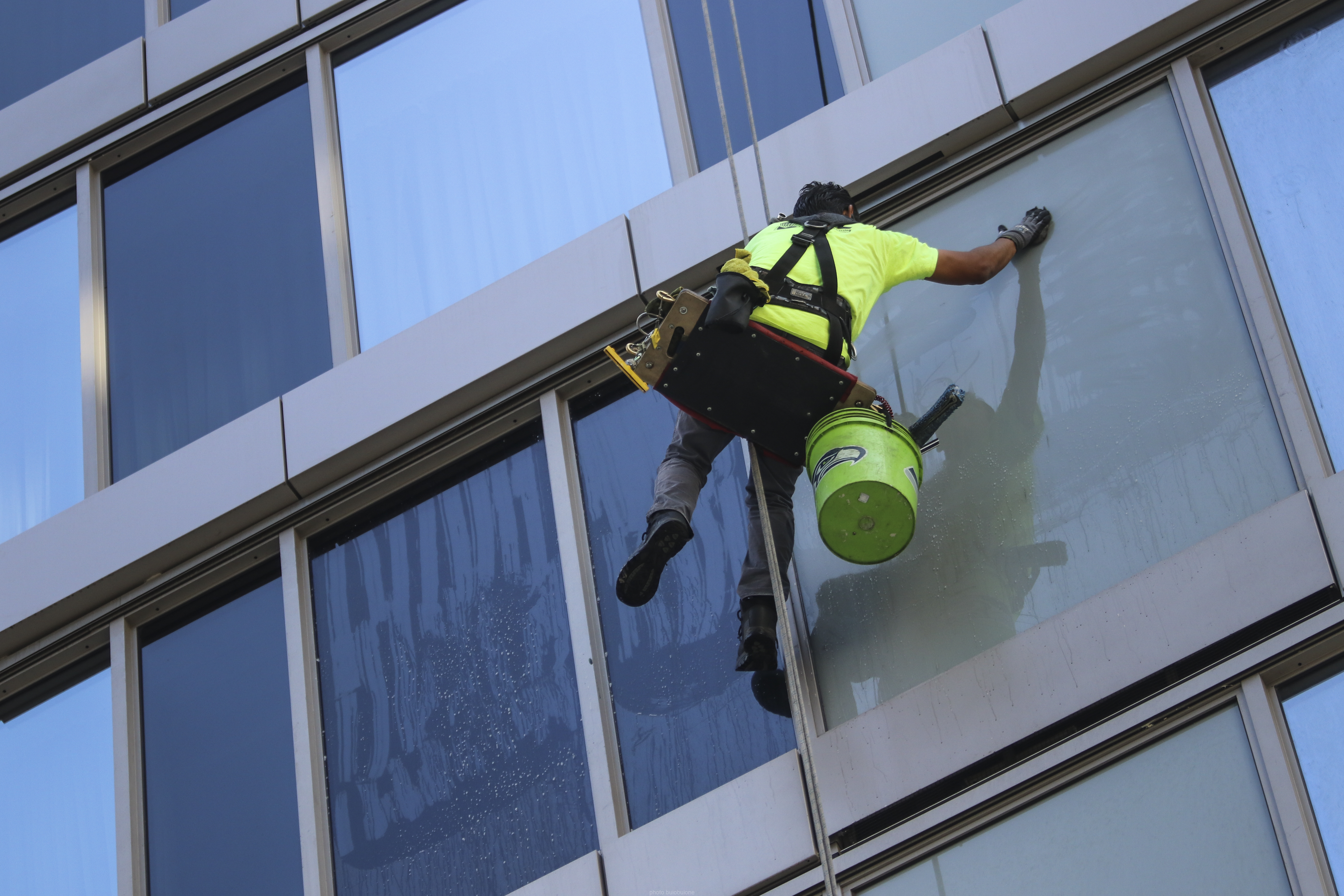
Мойщик окон на небоскрёбе

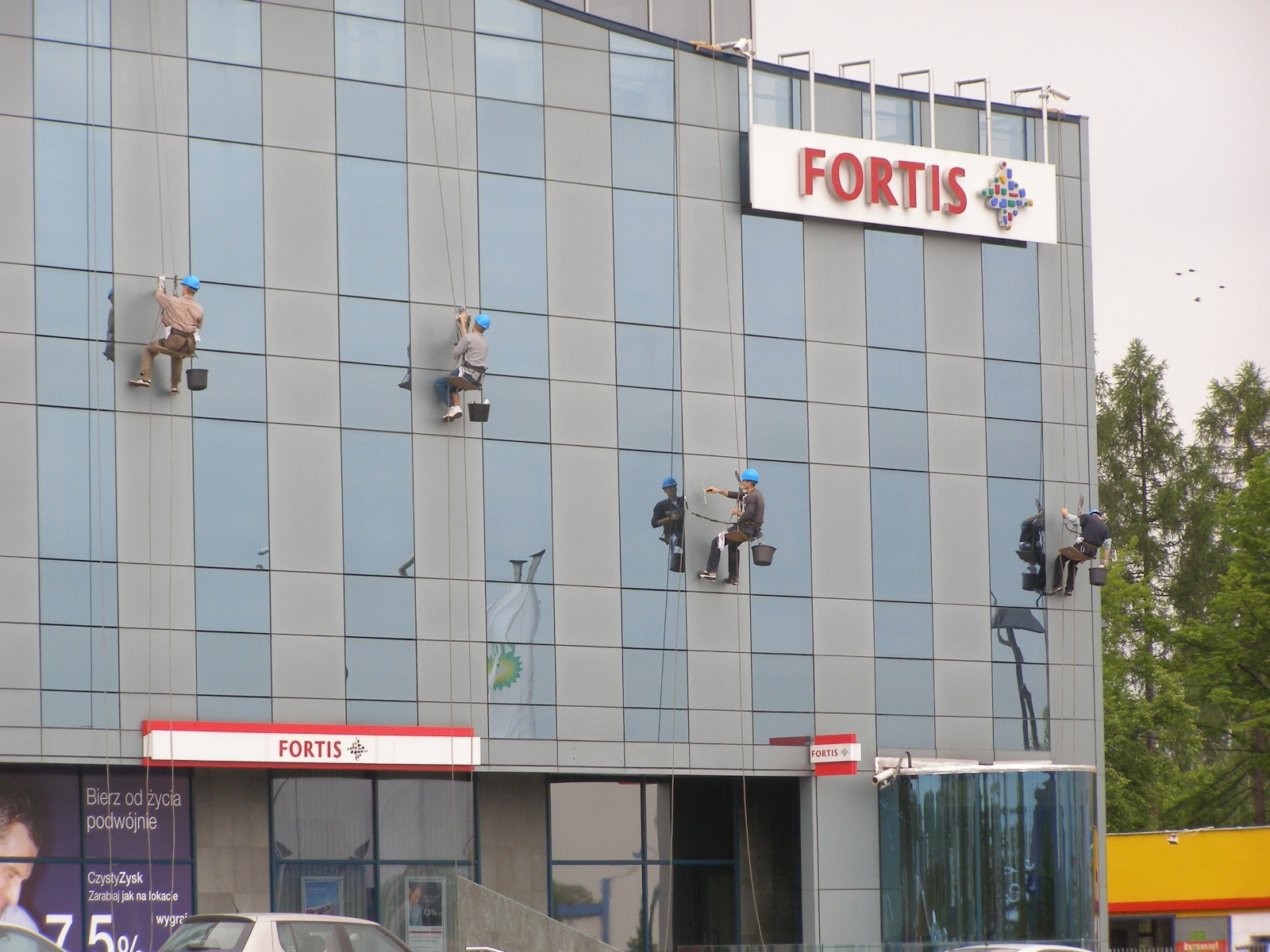
Мойщики окон в Кракове

Теоретически мойка наружной стороны окна возможна и изнутри, без привлечения специально обученных людей, однако это не так эффективно, опасно, особенно если окно находится на большой высоте, или попросту невозможно, если окно имеет большую площадь.
Изначально главной опасностью профессии была вероятность поскользнуться на мыльной воде и упасть с высоты. К примеру, в 1932 году в Нью-Йорке на рабочем месте по неосторожности погиб каждый двухсотый мойщик окон.
29 мая 1962 года сорвалась люлька с четырьмя мойщиками, которые очищали окна здания Equitable Building на Манхэттене. Все они погибли.
В 2004 году в Великобритании профессия мойщика окон была признана самой опасной в стране. Тогда же на правительственном уровне решался вопрос, можно ли мойщикам окон пользоваться стремянками, насколько это безопасно. Было принято решение, что — можно. В 2005 году Управление по охране труда Великобритании опубликовало краткое руководство «Безопасное использование приставных лестниц и стремянок».

## Оборудование и приспособления
- Люлька (на двух и более человек)
- Одиночные «качели» (сидушка)
- Автомобиль-вышка
- Ножничный подъёмник
- Мойка высокого давления
- Телескопические трубки (до 10 метров)
- Робот Windoro[8]

## Факты
- Уиллис-тауэр (верхний этаж находится на высоте 413 метров), второе по высоте здание США и четырнадцатое по высоте в мире (на 2016 год), имеет более 16 000 окон. 6 автоматических машин для мойки окон чистят все их 8 раз в год.
- В момент террористической атаки на нью-йоркские башни-близнецы окна этого комплекса мыли три человека. Один, работавший на Северной башне, выжил, двое других, мывших Южную башню, погибли[2].
- Профессия мойщика окон не требует государственного лицензирования в США, Англии и Уэльсе. В Шотландии же, к примеру, оно необходимо.
- Во Франции зарплата начинающего мойщика окон в 2016 году составляла 1458[1]—1467[9] евро в месяц.

## В популярной культуре
- «Исповедь чистильщика окон[англ.]» — британский фильм 1974 года.
- «Мойщики окон» — эпизод (1993) мультсериала «Гуфи и его команда».
- «Адский небоскрёб» — французский фильм 2001 года, в котором 2 главных героя — мойщики окон.

## Фотогалерея

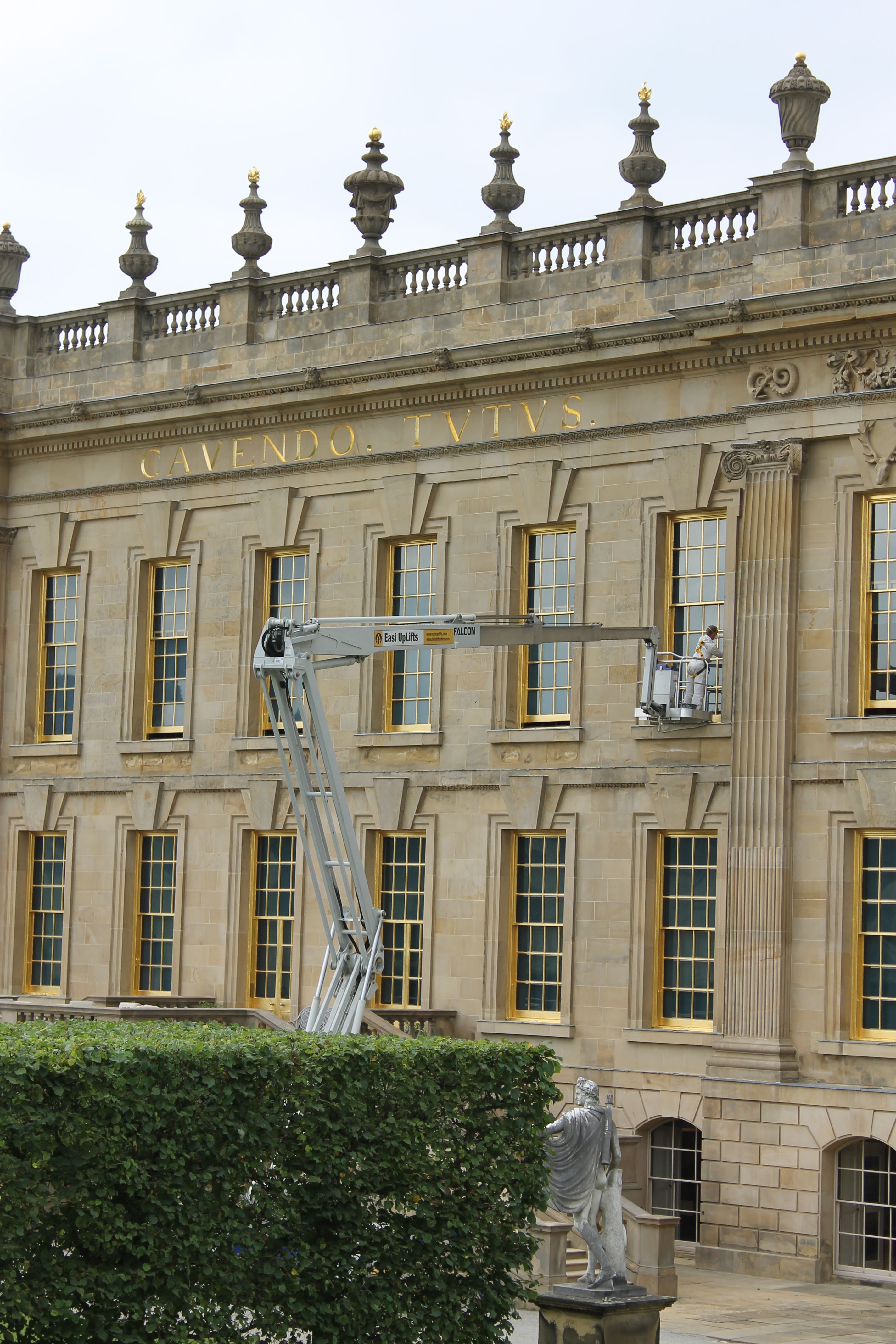
Мойка окон Чатсуорт-хауса с помощью автомобиля-вышки
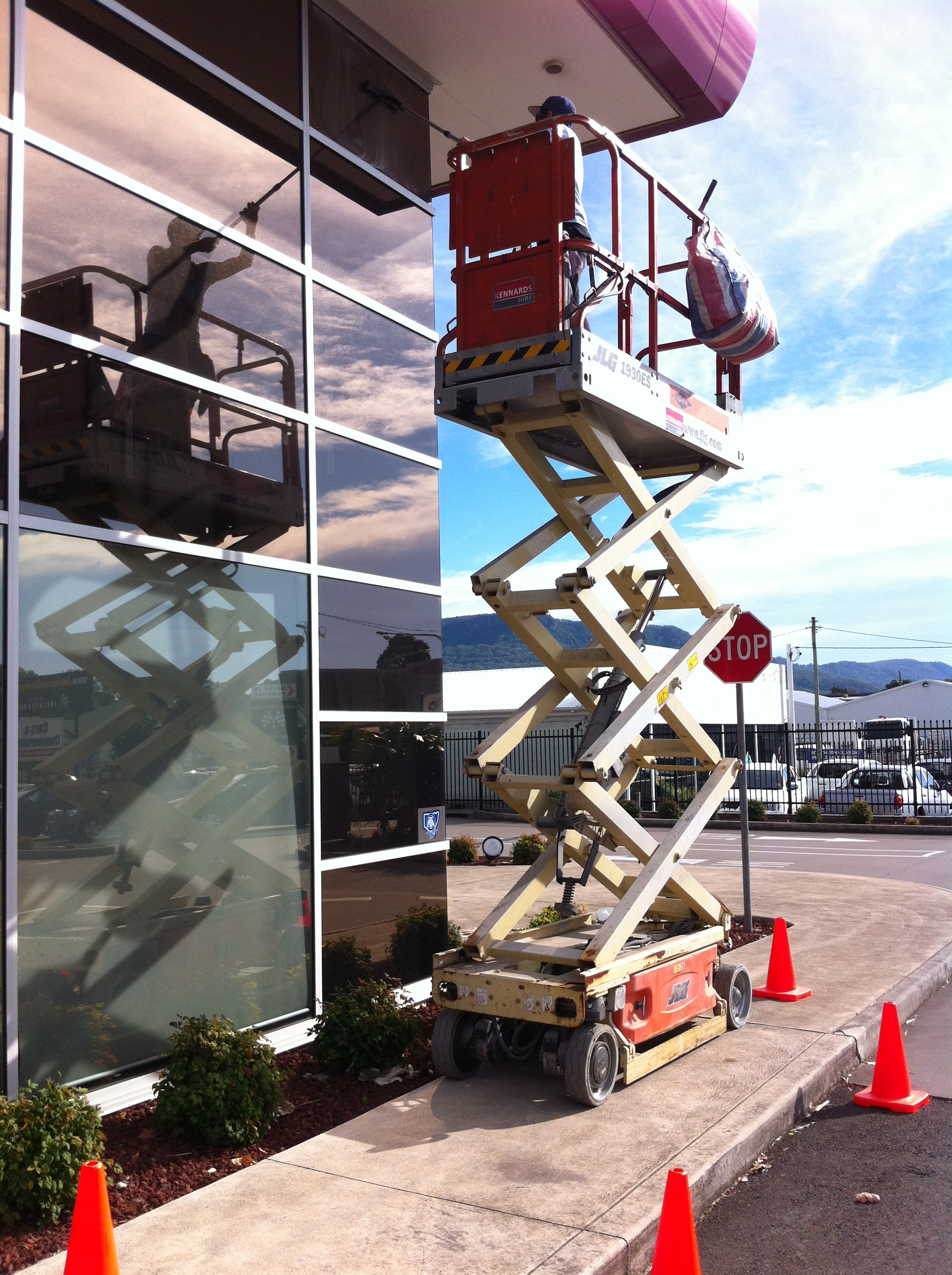
Мойка окон с помощью ножничного подъёмника
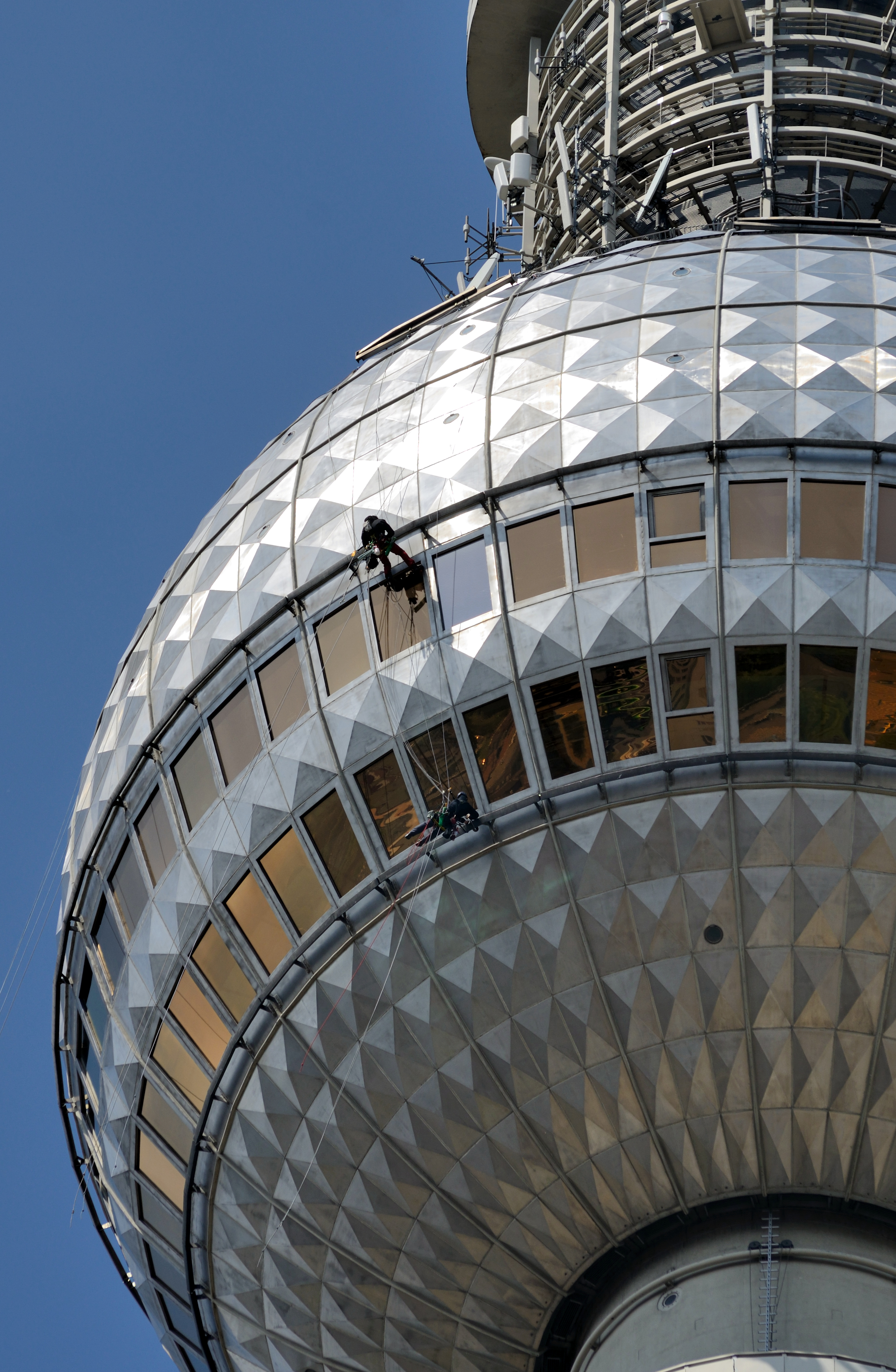
Иногда мойщикам окон приходится решать задачу о чистке окон, расположенных под углом менее 90° к горизонту. Берлинская телебашня
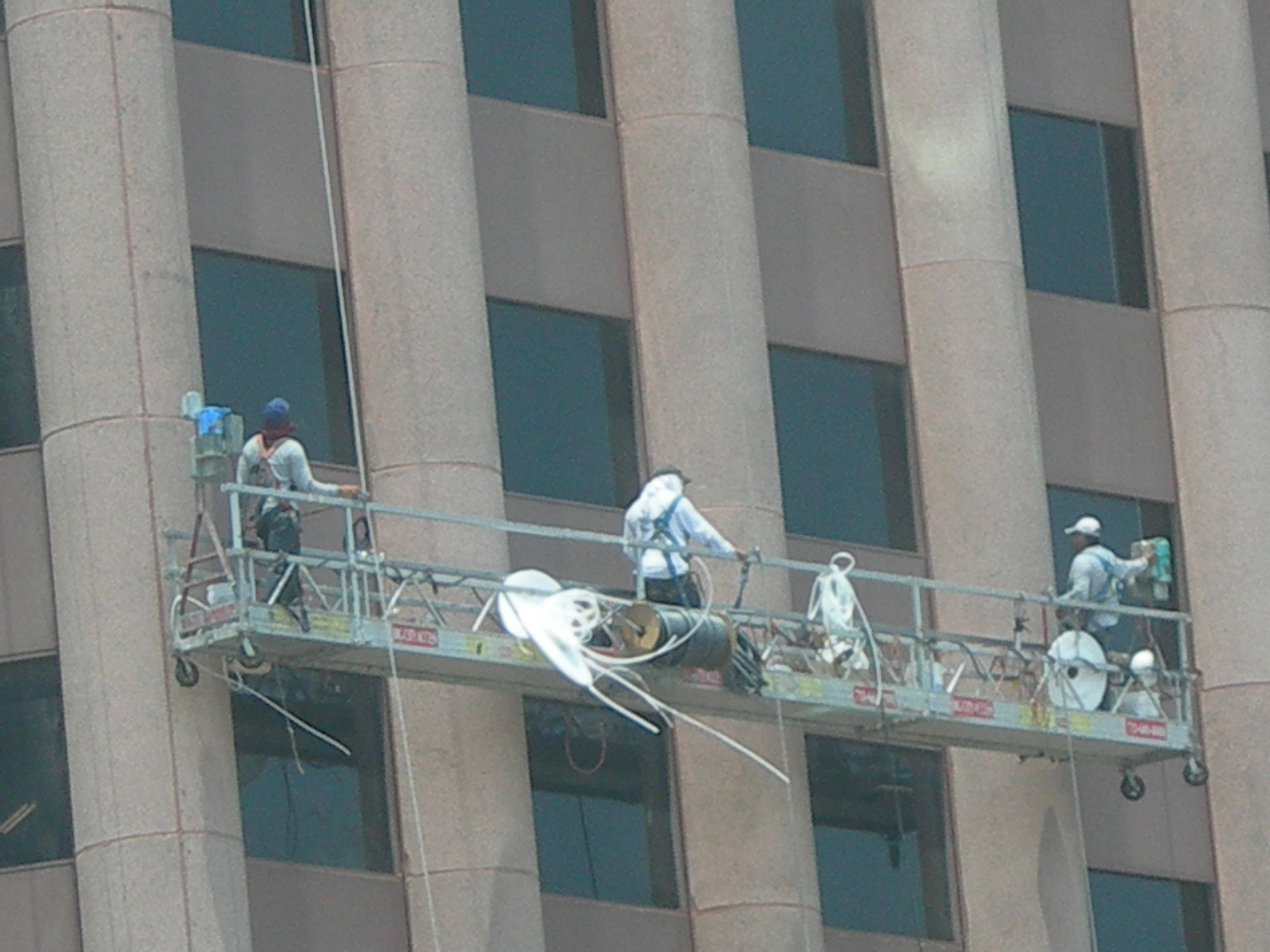
Платформа (люлька) на несколько человек. Wedge International Tower[англ.]
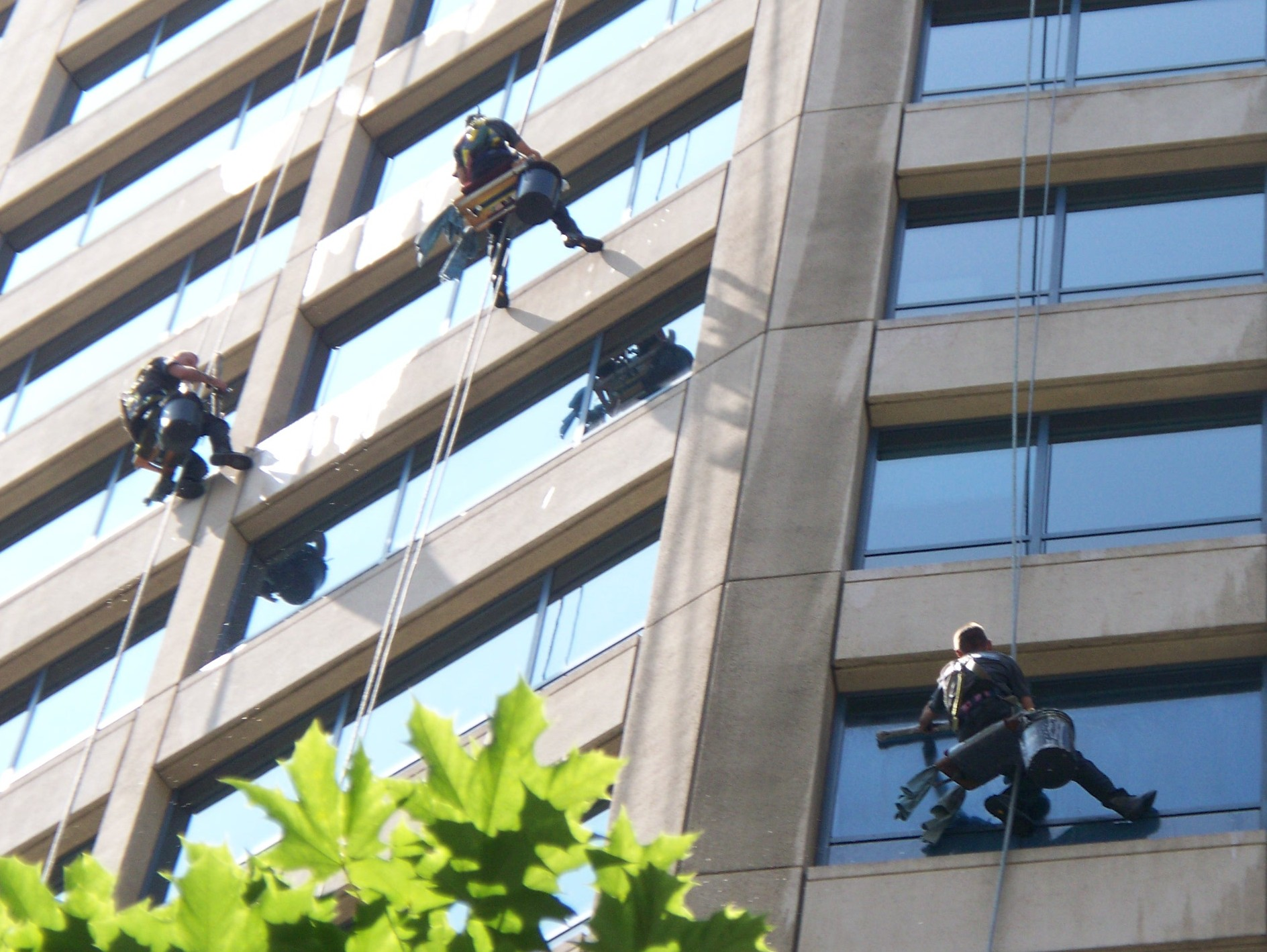
Работа на сидушках. Westlake Center[англ.]
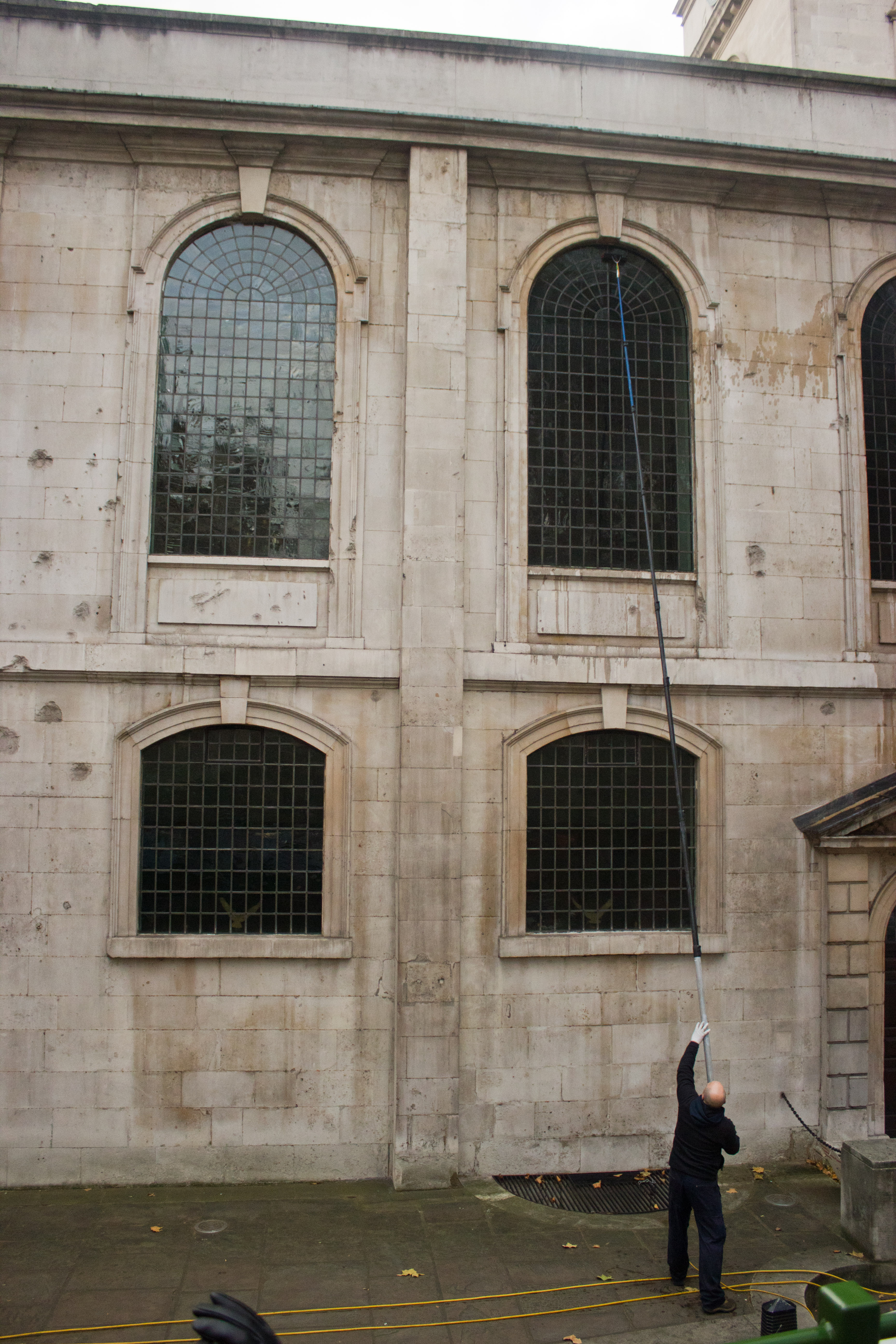
Высоко расположенные окна можно помыть и с земли, не привлекая дорогую технику
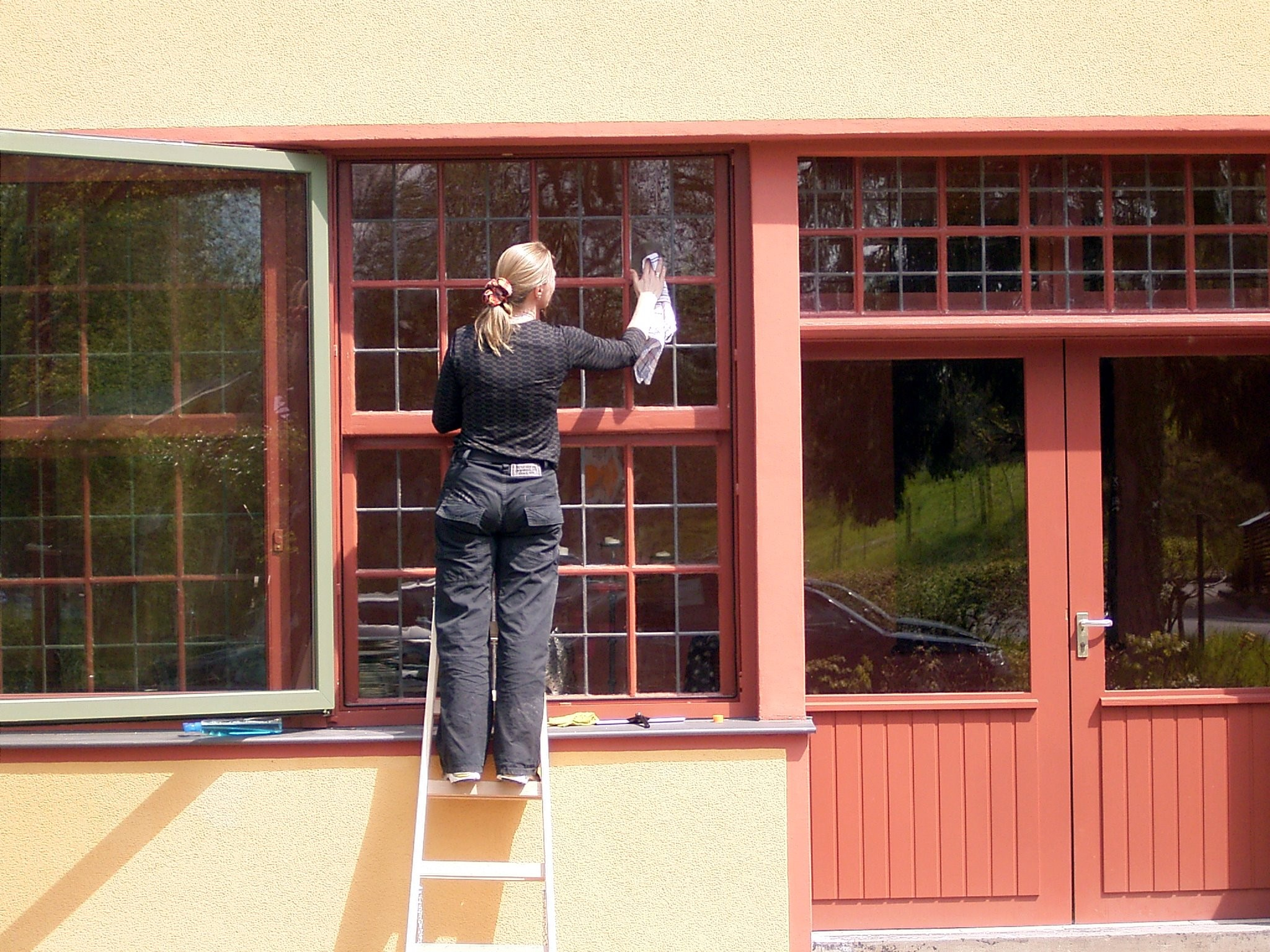
Низко расположенные окна можно помыть со стремянки
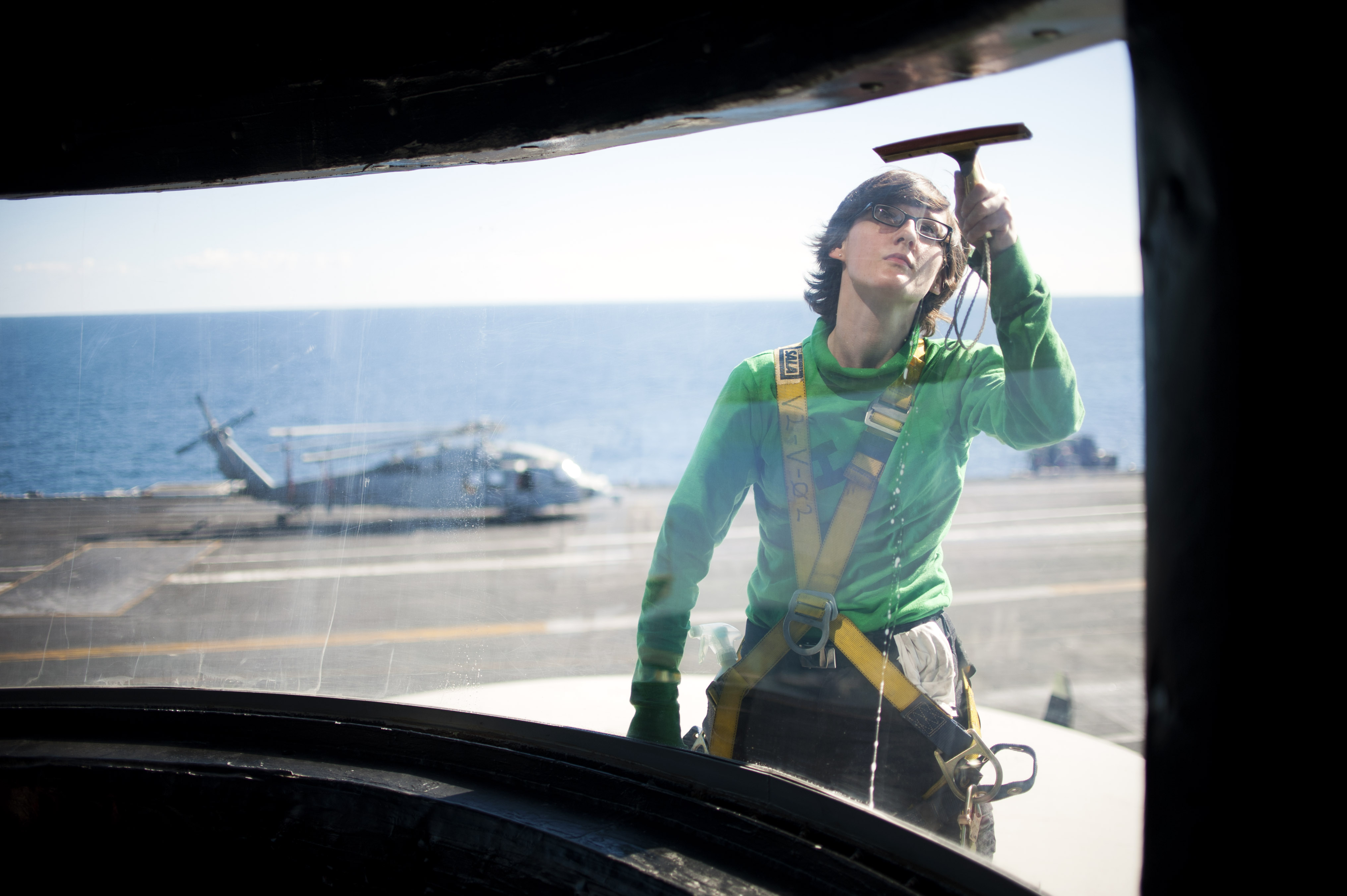
Мойка окна, вид изнутри. Авианосец «Гарри Трумэн»
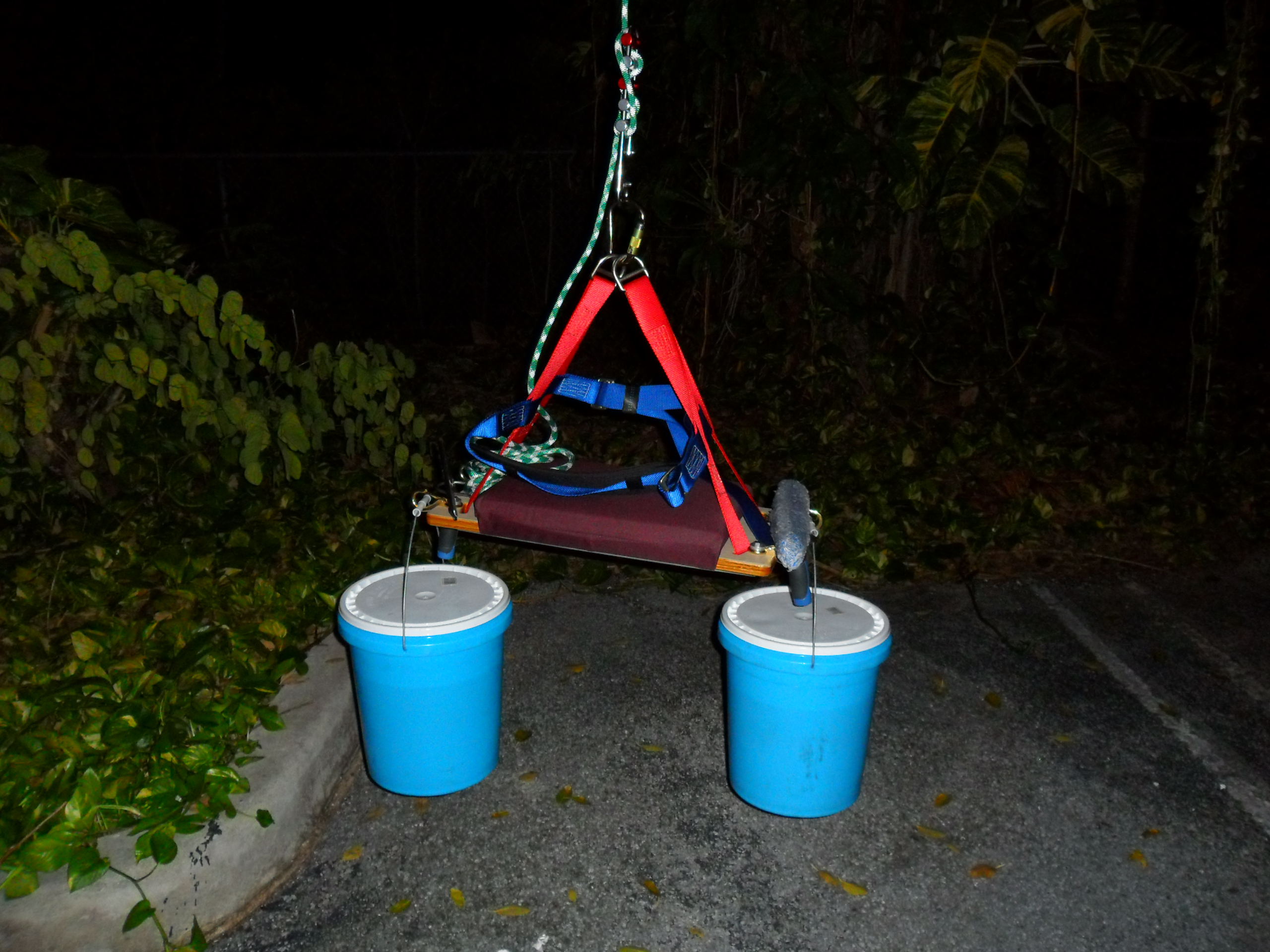
Рабочее место профессионального мойщика окон — фанерная сидушка, обитая мягким материалом, имеет карабины для подвеса вёдер с водой, рымы для размещения щёток, присоску для крепления сидушки к стеклу окна, спусковое устройство типа «решётка», дополнительную (страховочную) верёвку со страховочным устройством